# Allotrionymus elongatus
Allotrionymus elongatus är en insektsart som beskrevs av Takahashi 1958. Allotrionymus elongatus ingår i släktet Allotrionymus och familjen ullsköldlöss. Inga underarter finns listade i Catalogue of Life.